# Lepithrix xanthoptera
Lepithrix xanthoptera är en skalbaggsart som beskrevs av Hermann Burmeister 1844. Lepithrix xanthoptera ingår i släktet Lepithrix och familjen Melolonthidae. Inga underarter finns listade i Catalogue of Life.